# Adar
Adar (אדר, transliterat Adr, ebraică tiberiană 'ʾĂḏār: din limba akkadiană adaru) este a șasea lună a calendarului ebraic civil și ultima lună a calendarului ebraic religios.
În anii normali, este o lună de iarnă de 29 de zile care are loc între februarie/martie în calendarul gregorian.
În anii bisecți, adar este precedat de o lună de 30 de zile numită Adar I, adar alef sau adar rișon și el însuși își schimbă numele în Adar II, adar bet sau adar șeni. Adar I are loc între ianuarie/martie și Adar II are loc între martie/aprilie. Ocazional, Adar și, respectiv, vedar sunt folosite în loc de Adar I și Adar II.

## Perioadă (5761–5860)
| Durata anului | Începutul lunii (calendar gregorian)                              | Sfârșitul lunii (calendar gregorian)                          |
| ------------- | ----------------------------------------------------------------- | ------------------------------------------------------------- |
| 353 de zile   | 10 februarie–28 februarie (Adar)                                  | 11 martie–28 martie (Adar)                                    |
| 354 de zile   | 10 februarie–1 martie (Adar)                                      | 11 martie–30 martie (Adar)                                    |
| 355 de zile   | 11 februarie–1 martie (Adar)                                      | 12 martie–30 martie (Adar)                                    |
| 383 de zile   | 30 ianuarie–9 februarie (Adar I) și 1 martie–11 martie (Adar II)  | 1 martie–11 martie (Adar I) și 30 martie–9 aprilie (Adar II)  |
| 384 de zile   | 1 februarie–9 februarie (Adar I) și 3 martie–11 martie (Adar II)  | 3 martie–11 martie (Adar I) și 1 aprilie–9 aprilie (Adar II)  |
| 385 de zile   | 31 ianuarie–10 februarie (Adar I) și 2 martie–12 martie (Adar II) | 2 martie–12 martie (Adar I) și 31 martie–10 aprilie (Adar II) |

## Sărbători în adar
Sărbătorile observate în Adar (ani obișnuiți) sunt în Adar II (ani bisecți).
| Zi/Zile | Celebrarea    | Notă                                                                          |
| ------- | ------------- | ----------------------------------------------------------------------------- |
| 13      | Ta'anit Ester | Postul este anticipat pentru joi (11 Adar) când 13 Adar are loc într-o șabat. |
| 14      | Purim         |                                                                               |
| 15      | Șușan Purim   |                                                                               |